# مغالطه ترکیب
مغالطه ترکیب یا (به انگلیسی: Fallacy of composition) زمانی رخ می‌دهد که شناسه و خاصیت یک بخش کوچک از کل را به کل بخش‌ها نسبت دهیم، یعنی بگوییم اگر اجزای مجموعه‌ای دارای وصفی باشند، کل آن مجموعه نیز دارای آن وصف خواهد بود. این مغالطه برعکس مغالطه تقسیم است.
نکته: اگر کل به شباهت اجزا نزدیک باشد، می‌توان پیش‌فرض‌های بیشتری دربارهٔ اجزا را به کل نسبت داد. برای مثال اگر از درون پاکتی، چیپسی برداریم و آن را بخوریم و در نظرمان خوشمزه باشد، تصور اینکه کل چیپس‌های درون پاکت خوشمزه هستند، مغالطه‌آمیز نیست. گاهی اوقات نیز می‌توانیم حکم اجزا یا افراد را به کل مجموعه نسبت دهیم، بدون اینکه مغالطه ترکیب رخ داده باشد؛ مثلاً می‌توانیم بگوییم: «همهٔ قطعات این دستگاه فلزی است، پس کل این دستگاه فلزی است.» یا «هر یک از درختان جنگل سبزرنگ است، پس کل جنگل سبزرنگ است.» یا «تمام افراد و سازمان‌های دولت «الف» فاسد هستند، پس کل دولت «الف» فاسد است.» همان‌طور که در این مثال‌ها می‌بینیم، علی‌رغم نتیجه‌گیری از جزء به کل، امّا مغالطه ترکیب رخ نداده است.

## الگوی منطقی
A بخشی از B است.
A دارای خاصیت X است.
پس B دارای خاصیت X است.

## مثال
- آجرهای این ساختمان جرمشان کمتر از یک کیلوگرم است. پس این ساختمان کمتر از یک کیلوگرم جرم دارد.
- هیدروژن مرطوب نیست. اکسیژن مرطوب نیست. پس آب (H2O) مرطوب نیست.
- مغز شما از مولکول ساخته شده است. مولکول‌ها هوشمند نیستند. پس ممکن نیست که مغز شما منشأ هوشمندی باشد.[۲]
- اتم‌ها را نمی‌توان با چشم غیرمسلح دید. انسان‌ها از اتم‌ها تشکیل شده‌اند. پس انسان‌ها را نمی‌توان با چشم غیرمسلح دید.